# Łuk Erosa
Łuk Erosa – polski film obyczajowy z 1987 roku w reżyserii Jerzego Domaradzkiego, zrealizowany na podstawie powieści Łuk autorstwa Juliusza Kadena-Bandrowskiego. Zdjęcia kręcono w Łodzi i Nieborowie.

## Opis fabuły
Kraków, rok 1914. Marysia Miechowska po wyjeździe męża na front oddaje swego kilkuletniego syna Felusia pod opiekę młodego skauta Adama. Pomaga rannym i uczestniczy w kwestach razem z przyjaciółką Janiną. Kałucki, jeden z przyjaciół Zdzisia – męża Marysi informuje ją, że mąż zaginął. Marysia jedzie do miasta, gdzie mieszka matka i teraz przebiega front. Gdy wraca do Krakowa okazuje się, że służąca założyła w mieszkaniu dom schadzek. Zamieszkuje u rodziców Adama. Tu zastaje ją Janina, która po śmierci narzeczonego związała się z żonatym mężczyzną. Marysia zostaje kochanką najpierw Ciąglewicza, potem Adama.

## Główne role
- Grażyna Trela – Maryśka Miechowska
- Jerzy Stuhr – docent Stanisław Ciąglewicz
- Henryk Bista – Ramke
- Olaf Lubaszenko – Adam Karowski
- Janusz Michałowski – profesor Kałucki
- Piotr Machalica – Zdzich Miechowski, mąż Maryśki
- Anna Majcher – Nastka, służąca Miechowskich
- Ewa Isajewicz-Telega – Janina, przyjaciółka Maryśki
- Elżbieta Karkoszka – Karowska, matka Adama
- Kazimierz Kaczor – doktor Smolarski
- Zbigniew Józefowicz – Karowski, ojciec Adama
- Edward Żentara – Zatorski, narzeczony Janiny
- Leon Niemczyk – pułkownik Otto von Palińsky
- Ewa Ciepiela – matka Maryśki
- Łukasz Bogołembski – Feluś, syn Miechowskich
- Maria Probosz – dziewczyna Ciąglewicza
- Monika Niemczyk – Jadwiga Ciąglewiczowa

Wystąpili także:
- Arkadiusz Orłowski – uczestnik przyjęcia wydanego przez Ramkego
- Jan Łopuszniak – stary Ramke
- Andrzej Gazdeczka – kelner
- Janusz Sterniński – konferansjer
- Katarzyna Śmiechowicz – pokojówka Miechowskich
- Janusz Dziubiński
- Kazimierz Iwiński

## Nagrody i nominacje
- 1987: Nagroda za najlepsze kostiumy dla Elżbiety Radke na 12. Festiwalu Polskich Filmów Fabularnych w Gdyni